# Manillapapegaaiamadine
De manillapapegaaiamadine (Erythrura viridifacies) is een vogel uit de familie van de prachtvinken die alleen voorkomt in de Filipijnen.
De vogel werd in 1937 beschreven. De Filipijnse naam voor de Manilla-papegaaiamadine is Mayang-kawayan.

## Kenmerken
De manillapapegaaiamadine is 12 centimeter lang. De vogel is grotendeels groen van kleur. De korte staart is bovenaan aan de onderkant kaneelkleurig en daaronder rood met zwart en puntig van vorm. De snavel is zwart. De ogen zijn donkerbruin van kleur. Het vrouwtje is vrijwel identiek aan het mannetje met een iets kortere staart. Een jong exemplaar is wat valer van kleur.

## Ondersoorten
Van deze soort zijn geen verschillende ondersoorten bekend.

## Verspreiding en leefgebied
Deze soort komt voor in Noord- en Centraal-Luzon en Negros. het leefgebied bestaat uit half bebost gebied waarin bamboe groeit op open stukken binnen of aan de rand van bossen, meestal in gebieden boven de 1000 m boven zeeniveau.

## Voedsel
Een belangrijk bestanddeel van het voedsel van de manillapapegaaiamadine is bamboezaad. Ze eten daarnaast ook wel andere zaden.

## Voortplanting
Er is weinig bekend over de voortplanting van deze soort.

## Status
De soort heeft een beperkt verspreidingsgebied en daardoor is de kans op uitsterven aanwezig. De grootte van de populatie werd in 2012 door BirdLife International geschat op 6 tot 15 duizend individuen en de populatie-aantallen nemen af door habitatverlies. Het leefgebied wordt aangetast door ontbossing. Hierdoor neemt leefgebied (struikgewas met bamboe) soms tijdelijk toe, maar vaker wordt natuurlijk bos definitief omgezet in gebied voor agrarisch gebruik en menselijke bewoning. Daarnaast is vangst voor de kooivogelhandel een bedreigende factor. Om deze redenen staat deze soort als kwetsbaar op de Rode Lijst van de IUCN.